# Національний екологічний центр України

Емблема НЕЦУ

Національний екологічний центр України (НЕЦУ) — одна з перших екологічних громадських неприбуткових організацій національного рівня, зареєстрованих у незалежній Україні.
Заснований 30 серпня 1991 р.
Має 24 територіальні відділення по всій Україні.
2003 року було відновлено діяльність Молодіжного відділення НЕЦУ.
Організація є учасницею коаліції Реанімаційний пакет реформ.

## Засновники НЕЦУ
- Антоненко Володимир Степанович (* 1954), ЗАТ "Страхова компанія «Брама життя», директор
- Гардашук Тетяна Василівна (* 1958), кандидат філософських наук, голова товариства «Зелена Україна»
- Глеба Юрій Юрійович (* 1949), доктор біологічних наук, професор, Інститут клітинної біології та генетичної інженерії НАН України
- Голубець Михайло Андрійович (* 1930), директор Інституту екології Карпат НАН України, академік НАН України
- Заєць Іван Олександрович (* 1952), народний депутат України, 1-й заступник голови Комітету Верховної Ради України з питань екологічної політики, природокористування та ліквідації наслідків Чорнобильської катастрофи
- Костенко Юрій Іванович (* 1951), кандидат технічних наук, народний депутат України
- Мовчан Ярослав Іванович (* 1957-2017), доктор біологічних наук, завідувач Лабораторії екобезпеки ННЦ «Екобіобезпека» НДЧ НАУ, професор кафедри екології Інституту екобезпеки Національного Авіаційного Університету, лауреат Державної премії України в галузі науки і техніки (в 1993-2006 рр. працював в Міністерство охорони навколишнього природного середовища України).
- Сандуляк Леонтій Іванович (* 1937), професор кафедри «Екології і права» Чернівецького факультету Національного технічного університету «Харківський політехнічний інститут», співавтор Акту проголошення незалежності України 1991 р.
- Свіженко Віктор Олексійович (* 1947), директор департаменту науково-технологічного розвитку Міністерства освіти і науки України
- Рубан Юрій Григорович (* 1958), директор Національного інституту стратегічних досліджень
- Шеляг-Сосонко Юрій Романович (* 1933), академік НАН України, Інститут ботаніки ім. М.Г.Холодного НАН України, президент Всеукраїнського комітету сприяння діяльності ЮНЕП в Україні[2]

НЕЦУ декларує, що його позиція може не збігатися з позицією засновників. Позиція НЕЦУ формується Радою НЕЦУ.
Діяльність НЕЦУ не має відношення до політичної діяльності жодного з засновників. НЕЦУ не підтримує жодну з політичних сил в Україні або за її межами.

## Діяльність

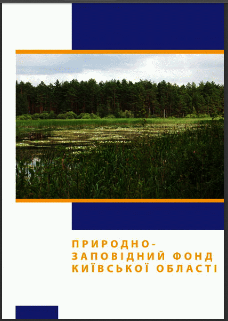
Природно-заповідний фонд Київської області. Обкладинка

НЕЦУ ставить собі на меті створення здорового довкілля та поліпшення якості життя людей в Україні, намагається донести позиції фахівців в охороні довкілля до посадовців, які приймають рішення у різних галузях господарства.
Значна частка роботи НЕЦУ пов'язана зі збереженням природи України через створення нових природоохоронних об'єктів та відстоювання недоторканності існуючих.
НЕЦУ також намагається вплинути на енергетичну політику, розуміючи, що саме новітні підходи до розбудови енергетичного сектора створять умови для розвитку країни без негативних наслідків для довкілля.
Нарешті, НЕЦУ відстоює позицію, що кошти платників податків не повинні використовуватися на будівництво об'єктів зі значним негативним впливом на населення та довкілля, і намагається вплинути на рішення про фінансування проєктів міжнародними фінансовими організаціями.

## Організації, створені НЕЦУ
- Інститут екології НЕЦУ (ІНЕКО)

## Коаліції неурядових організацій, започатковані НЕЦУ
- Українська річкова мережа

## Періодичні видання, засновані НЕЦУ
- Жива Україна
- Інформаційний бюлетень Національного екологічного центру України
- Вісник НЕЦУ
- Українська річкова мережа (інформаційний бюлетень)
- Світ у Долонях
- Ойкумена
- Экологический вестник

## Радіопередачі, засновані НЕЦУ
- Світ у Долонях (хвиля Радіо Марія)

## Партнери
З 1996 року НЕЦУ є членською організацією мережі CEE Bankwatch Network, що здійснює моніторинг діяльності міжнародних фінансових установ у Центральній та Східній Європі. Особливу увагу наших співробітників привертають проєкти банків розвитку у енергетиці. Зараз саме з НЕЦУ йде координація роботи Bankwatch по поліпшенню політик Європейського банку реконструкції та розвитку і проєкту підтримки організацій на Кавказі та в Середній Азії. Додаткову інформацію про діяльність мережі ви знайдете на сайті CEE Bankwatch Network.
НЕЦУ є членом Міжнародного союзу охорони природи (IUCN), який допомагає знаходити практичні рішення найбільш насущних проблеми довкілля та розвитку. МСОП підтримує наукові дослідження, здійснює проєкти на місцях по всьому світу і співпрацює з урядами, неурядовими організаціями, установами Організації Об'єднаних Націй, компаніями та місцевими громадами з метою розробки та здійснення політики, законодавства та застосування передової практики.
НЕЦУ є членом Української річкової мережі — добровільного об'єднання громадян, неурядових організацій (НУО) та місцевих громад, метою якого є сприяння поліпшенню екологічного стану річок, а також позитивним змінам в екологічній політиці України у галузі охорони і збереження річок.

## Особистості
- Таращук Сергій Володимирович (6.04.1955 — 21.01.2008)
- Хімко Роман Васильович (19.02.1952 — 4.08.2005)